# Rodolphe Ernst-Metzmaier
Rodolphe François Marie Ernst-Metzmaier (* 16. Dezember 1887 in Paris; † 23. August 1985 ebenda) war ein französischer Ingenieur und Erfinder der Wanne und des drehbaren Geschützturms bei Panzern.

## Leben
Er studierte an der ETH Zürich. 1913 trat er eine Stelle bei Renault an. Bei Renault wollte er nur kurz bleiben, weil er eine Stelle bei Dion-Bouton in Aussicht hatte. 1914 während der Mobilmachung kam er zum 36. Infanterie-Regiment in Caen. Er wurde an die Marne versetzt und erlitt eine Verwundung. Er wurde nach Caen evakuiert und nach medizinischen Untersuchungen nur noch für Hilfsdienste qualifiziert. Auf Wunsch der Renault-Werke kehrte er dorthin zurück. Bei Renault war er verantwortlich für die Fahrwerks- und Karosseriestudien. Er entwickelte das Design des Panzers FT „char de la victoire“ und wechselte später in die Eisenbahnentwicklung bei Renault. Er war als Ingenieur bis zu seiner Pensionierung im März 1958 für das Eisenbahnplanungsbüro verantwortlich und bis 1961 war er als Berater tätig.
Er hielt Vorlesungen bzw. gab Kurse an der C.E.S.I.A. (Centre d'Etudes Supérieures d'Industrie Automobile).

## Auszeichnungen
- Médaille d'or de la Société des Ingénieurs de l'Automobile[7]
- Chevalier de la Légion d’Honneur [3]

## Veröffentlichungen
- Les boîtes de vitesses progressives. Société des Ingénieurs de l'Automobile, S. 56 (eingeschränkte Vorschau in der Google-Buchsuche [abgerufen am 28. Januar 2021]).
- Cours d'automobile: les embrayages, les changements de vitesse, les transformateurs de couples, les transmissions, les ponts moteurs, par Rodolphe Ernst-Metzmaier ... [Nouvelle édition.]. Éditions Technip, 1962 (eingeschränkte Vorschau in der Google-Buchsuche [abgerufen am 26. Januar 2021]).
- Rodolphe Ernst-Metzmaier: Les problemes du freinage. Société des Ingénieurs de l'Automobile, OCLC 878736774.